# Spormaggiore
Spormaggiore é uma comuna italiana da região do Trentino-Alto Ádige, província de Trento, com cerca de 1.175 habitantes. Estende-se por uma área de 30 km², tendo uma densidade populacional de 39 hab/km². Faz divisa com Campodenno, Cavedago, Fai della Paganella, Mezzolombardo, Molveno, Sporminore, Ton e Ville d'Anaunia.